# Arcibiskupský seminář v Praze
Arcibiskupský seminář v Praze je kněžský seminář pražské arcidiecéze, v němž se připravují seminaristé ke kněžské službě v některé z diecézí České církevní provincie, popř. v řeckokatolickém apoštolském exarchátu.

## Dějiny

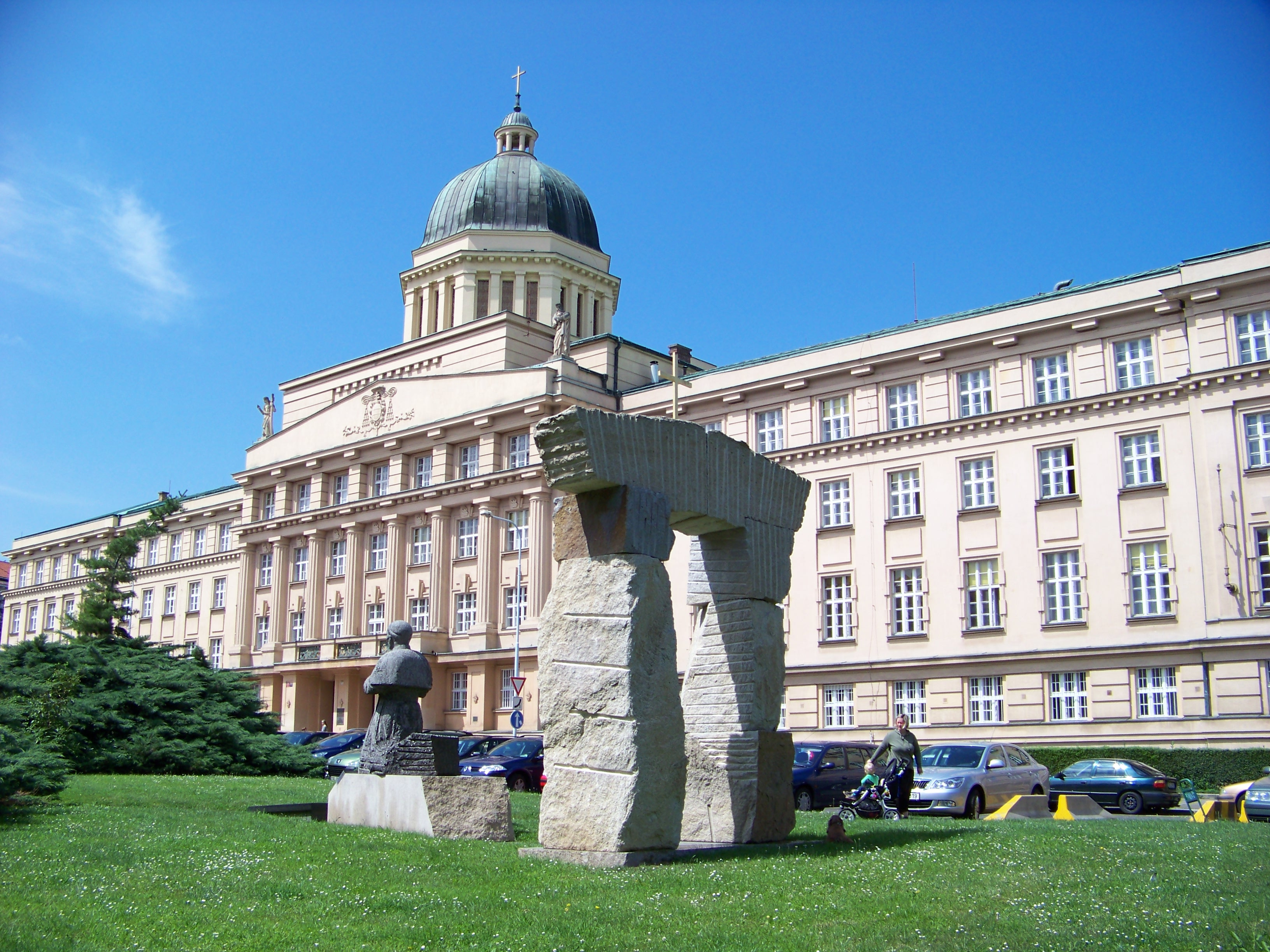
Budova Arcibiskupského semináře v Praze-Dejvicích, v popředí pomník kardinála Josefa Berana

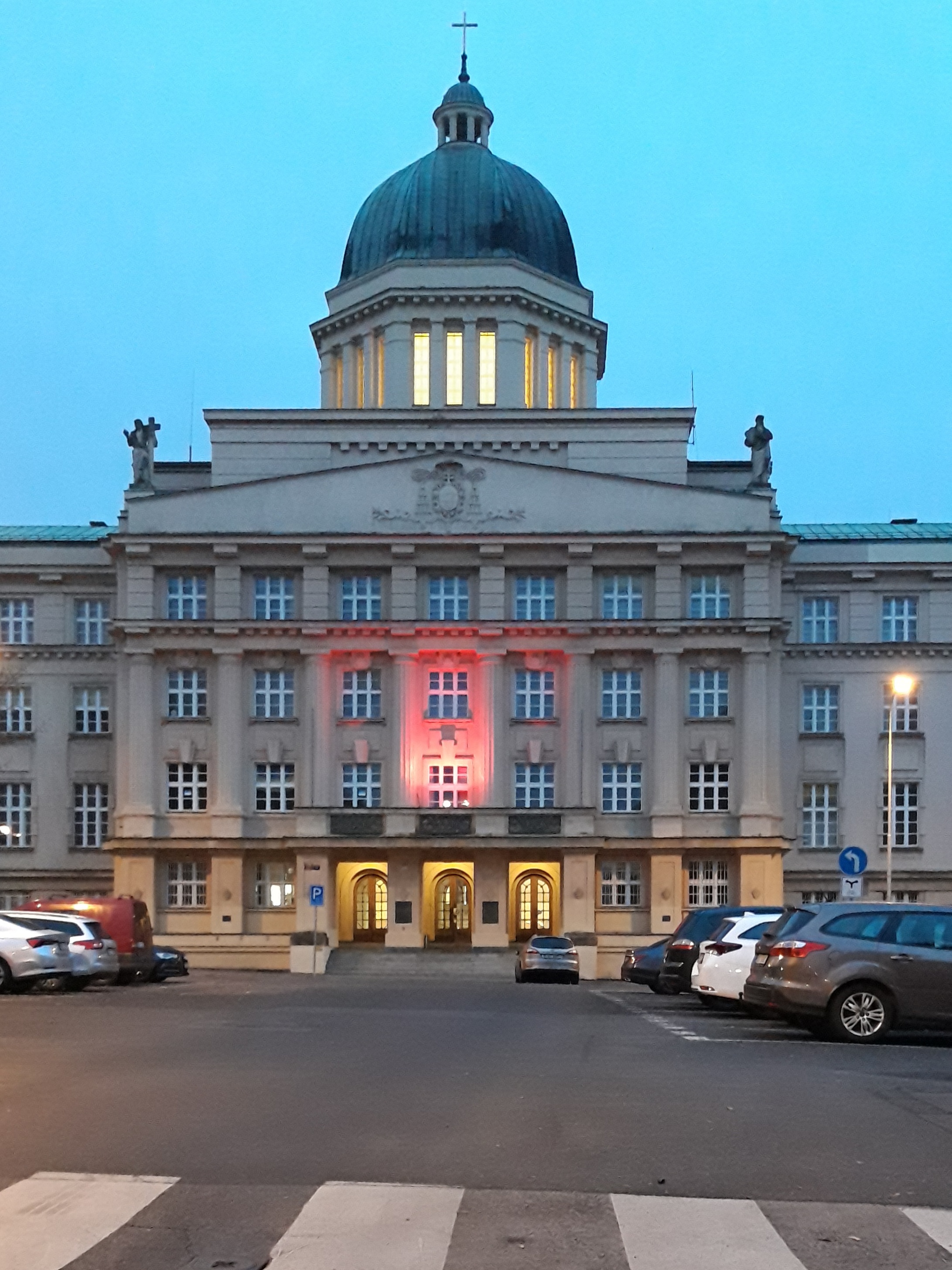
Budova Arcibiskupského semináře osvětlená při příležitosti Červené středy

Za náboženské situace v Praze 16. století se katoličtí kněží připravovali v jezuitském konviktu. Pro zřízení semináře 1629 zakoupil kardinál Harrach budovu Králova dvora, ale činnost semináře byla zahájena až v roce 1635. Po zrušení jezuitského řádu roku 1775 se seminář přestěhoval do Klementina a stal se jediným seminářem v Praze.
V dnešní budově v Dejvicích sídlí seminář od roku 1929 s nucenými přestávkami v letech 1939–1945, kdy byl umístěn v Dolních Břežanech a 1953–1990 v Litoměřicích.
Do 31. 12. 2017 byl součástí Univerzity Karlovy. Od 1. 1. 2018 existuje jako samostatná církevní právnická osoba, která byla založena dne 1. 10. 2017 Arcibiskupstvím pražským.

## Rektoři
- Jan Florián Hammerschmidt (1696–1710)
- František Saleský Bauer (1880–1882)
- Franz de Paula hrabě Schönborn-Buchheim-Wolfsthal (1882–1883)
- ThDr. Josef Doubrava (1890–1903)
- Jan Nepomuk Říhánek (1903–1925)
- Karel Štella (od roku 1925)
- Msgre. ThDr. Otto Lev Stanovský (1929–1932)
- Josef Beran (1932–1939 a 1945–1946)
- ThLic. Karel Pilík (1990–1993)
- Mgr. Jan Baxant (1993–1997)
- ThDr. Michael Slavík (1997–2000)
- Mons. ThLic. Artur Matuszek (2000–2015)
- Mgr. Jan Kotas, S.L.L. (2015–2023)
- PhDr. Radek Tichý Ph.D. et SL.D. (od roku 2023)

## Vicerektoři
- Franz de Paula hrabě Schönborn-Buchheim-Wolfsthal (1879–1882)
- ThDr. Josef Doubrava (1883–1890)
- Msgre. Otto Lev Stanovský (do roku 1929)
- Msgre. Karel Tannert (do roku 1932)
- Jan Singer (od roku 1932)
- Karel Kudr (kolem roku 1948)
- ThLic. František Kohlíček (1947–1950)
- Mgr. Jan Baxant (1990–1993)
- RNDr. Mgr. Robert Falkenauer (1995–1999)
- Mgr. Antonín Forbelský (1999–2004)
- Mgr. Mag. Christian Martin Pšenička, O.Praem. (od září 2017)

V některých obdobích bylo více vicerektorů, například v roce 1910 byli dva.

## Spirituálové
- Jan Nepomuk Říhánek (1898–1903)
- Konrád Kubeš SJ (1919–1920)
- Karel Štella (do roku 1925)
- ThDr. PhDr. František Krus SJ (1925–1926)
- Antonín Ludvík Stříž (od roku 1925)
- Jan Lebeda (1945–1952)
- ThLic. Bohumil Kolář (1990–1995)
- ThDr. Michael Slavík (1995–1997)
- Karel Herbst SDB (1997–2000)
- ThLic. Ing. Zdenek Wasserbauer, Th.D. (2000–2010)
- Miloslav Kabrda SDB (2010–2016)
- Mons. Mgr. Josef Žák (2016–2021)
- J. M. can. doc. ThLic. Jaroslav Brož, ThD., S.S.L. (druhý, externí spirituál od r. 2018)
- Jan Maria Vianney Jan Dohnal OFM (od 2021)

V některých obdobích bylo více spirituálů.